# 8 УЕ
«8 УЕ» — девятый студийный альбом музыкального коллектива «Н. О. М.» (Неформальное Объединение Молодёжи), записанный в октябре 2002 года на студии «Studio 36» (г. Санкт-Петербург), вышедший в 2002 году. На песню «Хватит» был снят видеоклип.

## Список композиций
1. Интермедия #1
2. Уборное
3. Москвич
4. Про осла
5. Старые дрожжи
6. Интермедия #2
7. Предложение
8. Персональный компьютер
9. Пустые консервные банки
10. Комаринский
11. Нам бы только зацепиться
12. Хватит

## В записи приняли участие
- Н.Гусев — синтезатор, ЭВМ, вокал
- А.Кагадеев — вокал, бас-гитара
- А.Ливер — вокал, гитара, синтезатор
- И. Н. Турист — вокал, перкуссия, сценическое действие

А также:
- А.Рахов — саксофон (7)
- В.Лапин — акустическая гитара (12)

## Издания
- 2002 — Solyd Records (СD, Компакт-кассета).
- 2010 — Soyuz Music (CD Digipack)